# 阮福春
阮福春（越南语：／；1757年12月1日—1780年12月14日），習稱尊室春（越南语：／），廣南阮主第八代領袖阮福濶的第十七子。

## 生平
阮福春生於景興十八年十月二十日（1757年12月1日），生母為武氏暄。景興三十七年（1776年），阮福春和兄長阮福鬈在廣南與西山軍作戰，結果戰敗，阮福鬈不知所終，阮福春則從海路逃至平順渭泥。在渭泥時遇到東宮阮福旸，並和他一起前往嘉定拜見睿宗阮福淳。阮福淳任命阮福春為掌奇，守衛香福屯。次年（1777年）春，阮文惠進攻進攻嘉定，阮福春隨睿宗逃亡龍川（今屬金甌省）。不久後，龍川失守，阮福春又隨鄚天賜逃往暹羅。真臘人匿螉膠用反間計，聲稱得到嘉定密報，鄚天賜和阮福春打算裏應外合，奪取望閣城。暹羅國王因此對阮福春等人起了疑心，將他們收押下獄。景興四十一年十一月十九日（1780年12月14日），阮福春在暹羅被殺，虛齡二十四歲。
嘉隆二年（1803年），阮福春的遺骨自暹羅返葬順化楊春社。嘉隆帝追封為少傅郡公，諡忠烈。

## 子女
阮福春子女可考者有一子一女。
- 子尊室曎，神策軍右營都統制領清華按鎮
- 女尊女氏璁，随父在暹羅期間，嫁給暹羅國王，後不通音訊，阮朝官方不知她的生死，所以在尊譜中一直使用代表生者的朱筆來謄寫她的名字[2]